# Esporte Clube Pelotas
L'Esporte Clube Pelotas és un club de futbol brasiler de la ciutat de Pelotas a l'estat de Rio Grande do Sul.

## Història

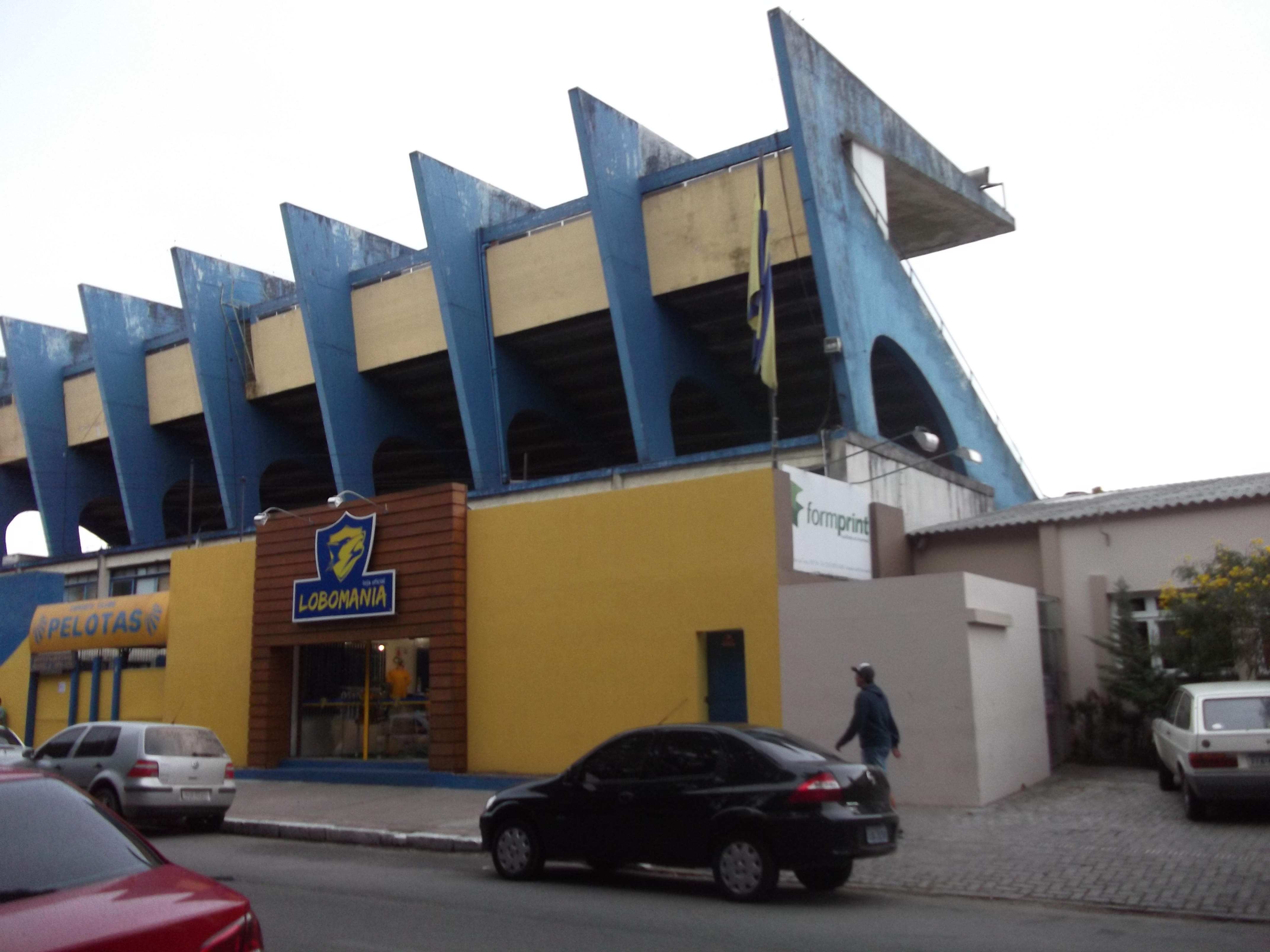
Estádio Boca do Lobo.

El club va ser fundat l'11 d'octubre de 1908, després que dos clubs de la ciutat, el Club Sportivo Internacional i el Foot-ball Club, es fusionaren. L'any 1930 guanyà el Campionat gaúcho, derrotant el Grêmio a la final.
El 1983 guanyà el Campionat gaúcho de segona categoria. El 1988 participà en la Segona Divisió brasilera de futbol per primer cop. El 2008 guanyà la Copa FGF en derrotar el Cerâmica a la final, classificant-se per la Recopa Sul-Brasileira.

## Rivals
Els seus principals rivals són el Grêmio Esportivo Brasil i el Grêmio Atlético Farroupilha. El primer derbi és conegut com a Bra-Pel, i el segon com a Far-Pel.

## Palmarès
- Campionat gaúcho: 2[8]
  - 1911, 1930
  - Finalista (5): 1932, 1945, 1951, 1956, 1960

- Copa FGF: 1
  - 2008

- Campionat gaúcho (segona divisió): 1
  - 1983

- Campionat de la Ciutat de Pelotas: 18
  - 1913, 1915, 1916, 1925, 1928, 1930, 1932, 1933, 1939, 1944, 1945, 1951, 1956, 1957, 1958, 1960, 1981, 1996